# تپه ملا بیگم
تپه ملا بیگم مربوط به دوره اشکانیان است و در شهرستان میانه، بخش ترکمنچای، دهستان اوچ تپه غربی، ۱/۵ کیلومتری جنوب روستای بیات علیا واقع شده و این اثر در تاریخ ۲۷ آبان ۱۳۸۶ با شمارهٔ ثبت ۲۰۱۸۹ به‌عنوان یکی از آثار ملی ایران به ثبت رسیده است.